# Artodung
Artodung is een bestuurslaag in het regentschap Pamekasan van de provincie Oost-Java, Indonesië. Artodung telt 1138 inwoners (volkstelling 2010).